# Varghese Thottamkara
Varghese Thottamkara CM (ur. 2 czerwca 1959 w Thottuva) – indyjski duchowny rzymskokatolicki, wikariusz apostolski Nekemte w Etiopii w latach 2013–2023, biskup Balasore od 2023. Pochodzi z rodziny syromalabarskiej.

## Życiorys
Święcenia kapłańskie przyjął 10 maja 1986 w zakonie lazarystów. Po kilkuletnim stażu proboszczowskim wyjechał do Etiopii i został wicerektorem niższego seminarium w Ambo. W latach 1993–1995 kierował zakonnym seminarium w Addis Abebie, a kolejne trzy lata spędził na studiach w Rzymie. W 1998 został radnym etiopskiej prowincji zakonnej, a w latach 2005-2006 był prokuratorem generalnym zgromadzenia. W 2006 powrócił do Indii i objął kierownictwo w południowoindyjskiej prowincji Księży Misjonarzy, a w 2010 został asystentem generała zakonu.
28 czerwca 2013 został mianowany koadiutorem wikariusza apostolskiego Nekemte oraz biskupem tytularnym Chullu. Sakry biskupiej udzielił mu 13 sierpnia 2013 bp Luca Brandolini. 10 listopada 2013 objął pełnię rządów w wikariacie.
10 maja 2023 papież Franciszek mianował go biskupem diecezjalnym Balasore w Indiach. 29 czerwca 2023 kanonicznie objął urząd.